# 家族アルバム みてね

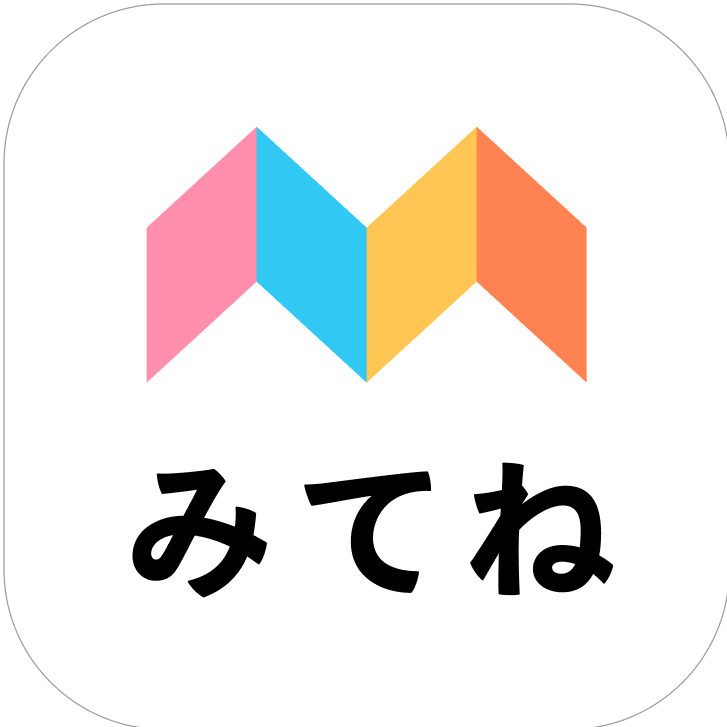
家族アルバム みてね

家族アルバム みてね（かぞくあるばむ みてね）は、株式会社ミクシィが2015年4月13日より提供を開始した家族向け写真・動画共有サービス。iOS版とAndroid版のスマートフォンアプリが提供されている。
同社取締役会長の笠原健治が企画・開発しており、主にスマートフォンで撮影した子どもの写真を、夫婦間や家族間といった限定した範囲で、見せたい相手だけに共有しコミュニケーションをはかることを目的としている。
2017年7月25日に英語対応（名称は「FamilyAlbum」）。世界150か国以上で配信しており、対応言語は日本語、英語（アメリカ英語、イギリス英語）、フランス語、ドイツ語、中文（繁体字）、韓国語。

## みてね基金
2020年4月13日には、子どもやその家族を取り巻く社会課題の解決を目的とした「みてね基金」を設立。笠原個人が10億円を提供して始めたもので、主に難病・教育・貧困・出産・虐待の領域での課題解決に取り組む団体を支援するとしている。運営協力はNPO法人ETIC.。
第一期は｢新型コロナウイルス感染症に伴う 子どもやその家族に関する困りごと支援への助成｣と題し、国内53のNPO団体を支援。また、海外に向けても支援活動を行っており、2020年4月24日には14団体に向けて100万ドルを寄付したと発表している。対象国は米国、英国、オーストラリア、カナダ、および世界中の他の地域。累計支援金額は国内外4億円超。

## 沿革
- 2015年
  - 2015年4月13日：サービス提供開始
- 2017年
  - 2017年7月25日：英語対応
  - 2017年10月29日：利用者数200万人を突破[12]
- 2018年
  - 2018年7月15日：利用者数300万人を突破[13]
- 2019年
  - 2019年1月3日：利用者数400万人を突破[14]
  - 2019年4月9日：プレミアム機能「みてねプレミアム」を提供開始[15]
  - 2019年6月12日：利用者数500万人を突破[16]
  - 2019年10月18日：写真年賀状作成アプリ「みてね年賀状」を提供開始[17]
  - 2019年12月18日：オリジナルカレンダー「みてねカレンダー」の販売開始[18]
- 2020年
  - 2020年4月1日：「みてね 母の日ギフト」の販売開始[19][20]
  - 2020年4月13日：「みてね基金」を設立

## 主な機能
- 写真・動画を無制限でアップロード
- コメント機能
- みたよ履歴（閲覧履歴）
- アルバム自動整理機能
- パソコンからの閲覧機能
- 1秒動画（自動動画作成機能）
- フォトブック、DVD自動提案・作成機能
- プレミアム機能（有料）